# Dysdera castillonensis
Dysdera castillonensis är en spindelart som beskrevs av José Vicente Ferrández 1996. Dysdera castillonensis ingår i släktet Dysdera och familjen ringögonspindlar.
Artens utbredningsområde är Spanien. Inga underarter finns listade i Catalogue of Life.